# Вороново (Венгеровський район)
Вороново (рос. Вороново) — присілок у Венгеровському районі Новосибірської області Російської Федерації.
Входить до складу муніципального утворення Новокуликовська сільрада. Населення становить 57 осіб (2010).

## Історія
Згідно із законом від 2 червня 2004 року органом місцевого самоврядування є Новокуликовська сільрада.

## Населення
| 2002 | 2007 | 2010 |
| ---- | ---- | ---- |
| 102  | ↘91  | ↘57  |